# خالد علوان
خالد بن عثمان علوان ناشط سياسي لبناني ينتمي للحزب السوري القومي الاجتماعي، ومن أوائل من قام بعمل مقاوم ضد الاحتلال الإسرائيلي للبنان في بيروت، منفذًا ما عُرف بعملية الويمبي الشهيرة التي كانت فاتحة انطلاقة جبهة المقاومة الوطنية اللبنانية (جمول).

## النشأة
ولد خالد بن عثمان علوان في بيروت عام 1962. عرف منذ صغره بذكائه الحاد، وممارسته للرياضة أكسبته بنية قوية. في بداية الحرب الأهلية اللبنانية تعرف من خلال أتراب له على الحزب السوري القومي الاجتماعي وأصبح من المؤيدين له قبل أن ينتمي إلى صفوفه رسميا عام 1978.

## المقاومة
في حزيران عام 1982 اجتاحت إسرائيل لبنان ووصلت إلى بيروت وحاصرتها. قررت الحركة الوطنية التصدي وعدم الاستسلام للحصار. تسلم خالد علوان إمرة القوى العسكرية للحزب السوري القومي الاجتماعي في منطقة الاونيسكو وكان معه 15 عنصرا. بعد ذلك توجه إلى منطقة المتحف حيث بقي فيها مع مجموعته إلى حين خروج المقاومة الفلسطينية من بيروت. على محور المتحف ـ سباق الخيل بقي خالد أكثر من أسبوعين يرمي جنود العدو بقذائف من عيار 60 ملم. وفي أحد الأيام عمد إلى تسلق سارية وأنزل العلم الإسرائيلي ورفع علم الحزب القومي بدلًا عنه. في هذه العملية أصيب خالد في كتفه ونقل إلى مستشفى الجامعة الأميركية حيث بقي لمدة أسبوعين.

## العملية
في 24 أيلول من عام 1982 وبعد احتلال الإسرائيليين لبيروت الغربية اقترب خالد من طاولة في مقهى الويمبي في شارع الحمراء، ومعه اثنان من رفاقه، وخاطب أربعة عسكريين اسرائيليين (ضابط وثلاثة جنود) بعد أن طلبوا الحساب قائلا 
، وأشهر مسدسه مرديا إياهم قتلى.
أجبر بعدها جيش الاحتلال على الانسحاب من المنطقة تدريجياً في 29 أيلول من العام ذاته. اعتقل خالد علوان ورفاقه من قبل حزب الكتائب المتعاون مع جيش الاحتلال الإسرائيلي وسجن ولكن تم تهريبه فيما بعد. لم تكن عملية الويمبي الأخيرة في سجل خالد بعدها كرت سبحة العمليات وكان منها إدخاله سيارة محشوة بالمتفجرات إلى منطقة حولا حيث جرى استعمالها في عملية ضد جنود العدو.

## اغتياله
استشهد علوان بعد ثلاث سنوات من عملية الويمبي، وذلك بعد عودته من عملية في بلدة “باترا” اللبنانية على الحدود مع فلسطين المحتلة. كمن عميل للموساد اسمه هشام ناصر الدين لميشيل (وهو الاسم الحركي لعلوان) ورفاقه، واغتالهم وأشعل النار بسيارتهم كي تفسر العملية وكأنها حادث سيارة عادي.